# Kadm
Kadm (Cd, łac. cadmium) – pierwiastek chemiczny z grupy metali przejściowych układu okresowego. Nazwa pochodzi od słowa kadmeia, będącego grecką nazwą rudy cynku, kalaminu, w której kadm został wykryty.
Minerałem tego pierwiastka, bez znaczenia przemysłowego, jest np. grenokit (CdS) i monteponit (CdO), ale jest zwykle uzyskiwany jako produkt uboczny przy produkcji cynku. Stanowi 0,00005% masy skorupy ziemskiej.
Kadm odkrył w 1817 niemiecki chemik Friedrich Strohmeyer, badając żółte zabarwienie niektórych próbek tlenku cynku, pochodzące od zanieczyszczeń żółtym tlenkiem kadmu.

## Występowanie
Rudy cynku i paliwa kopalne (np. węgiel kamienny) zawierają znaczne ilości kadmu. W wyniku ich wydobywania i przetwarzania jego znaczne ilości uwalniają się do atmosfery, hydrosfery i gleb.

## Znaczenie biologiczne
Kadm nie ma żadnego znaczenia biologicznego u organizmów wyższych, a jedynie stanowi dla nich zagrożenie jako substancja toksyczna i karcynogen. Jedynie u oceanicznych okrzemków stwierdzono występowanie anhydrazy węglanowej zależnej od kadmu.

## Toksyczność i zanieczyszczenie środowiska
Kadm należy do najważniejszych czynników zanieczyszczenia środowiska naturalnego, ponieważ stanowi zagrożenie dla zdrowia ludzi i zwierząt. Z tego względu w unijnej dyrektywie Restriction of Hazardous Substances kadm został wymieniony jako groźny dla zdrowia metal ciężki. Międzynarodowa Agencja Badań nad Rakiem umieściła kadm i jego związki w grupie 1 substancji rakotwórczych dla człowieka.
Kadm to pierwiastek wysoce toksyczny, bardziej niż arsen. Absorpcja toksycznych dawek kadmu przez organizm prowadzi do uszkodzenia takich narządów jak: nerki, wątroba, płuca, trzustka, jądra i innych. Wątroba i nerki, narządy związane z eliminacją tego metalu z organizmu, są szczególnie narażone na toksyczne działanie kadmu. Wpływ toksyczny na nerki prowadzi do uszkodzenia kłębuszków i kanalików nerkowych, powoduje anemię, choroby kostne (osteoporozę), zaburzenia powonienia, białkomocz. Kadm zmniejsza wydzielanie insuliny, zwiększa utlenianie lipidów (co prowadzi do zwiększonego wytwarzania wolnych rodników). Oddziałuje też niekorzystnie na układ krążenia. Kadm odkłada się również w łożysku matek palących w czasie ciąży lub w inny sposób narażonych na wyższe stężenia tego metalu. Może on zmieniać funkcję i strukturę łożyska, zaburzając rozwój płodu. Podawanie związków kadmu ciężarnym samicom szczurów powodowało ciężkie wady u potomstwa, takie jak brak oczu, wodogłowie, przepuklinę mózgową, brak kości śródstopia. Stwierdzono również u szczurów rakotwórcze działanie kadmu.
Kadm indukuje śmierć komórkową na drodze apoptozy w komórkach kory mózgu.
Działanie toksyczne wykazują wolne jony kadmu. Wiążą się one z atomami siarki, tlenu i wodoru obecnymi w tkankach, zmieniając strukturę niektórych elementów komórek. Kadm może również zaburzać obieg niezbędnych mikroelementów, takich jak żelazo, miedź, magnez, wapń, selen oraz cynk. W ten sposób kadm może upośledzać różne procesy zachodzące w organizmie, np.: fosforylację oksydacyjną, aktywny transport jonów sodowych i potasowych, metabolizm węglowodanów. W organizmach ssaków i skorupiaków kadm jest wiązany przez metalotioneinę – białko wiążące wiele metali.
Ostre, śmiertelne zatrucia kadmem występują gdy jego stężenie w powietrzu jest większe niż 40 mg/m³ przez godzinę lub po spożyciu od 350 do 3500 mg kadmu.
Kadm kumuluje się zazwyczaj w nerkach i wątrobie, u mężczyzn może też znajdować się w jądrach. Czas połowicznej eliminacji kadmu z nerek wynosi 15 lat. Oznacza to, że po 15 latach od zaprzestania podawania kadmu jego stężenie w nerkach zmniejszy się o połowę.

## Zastosowanie
Kadm, głównie metaliczny, stosuje się w:
- metalurgii
  - w stopach łożyskowych
  - jako powłoki ochronne innych metali
- medycynie (plomby zębów, np. amalgamat)[potrzebny przypis]
- energetyce
  - w akumulatorach niklowo-kadmowych
  - w reaktorach jądrowych, np. do wyrobu prętów kontrolujących przebieg reakcji łańcuchowej
  - w cienkowarstwowych ogniwach słonecznych jako warstwa buforowa
- sztuce (do otrzymywania barwnika, żółcieni kadmowej)
- fizyce jądrowej
  - jako filtr pochłaniający neutrony termiczne o energii poniżej 0,04 eV (tzw. obcięcie kadmowe)